# Резня в Скопове
Резня в Скопове (пол. Zbrodnia w Skopowie) — расправа над украинскими крестьянами из села Скопов (ныне — Польша, подкарпатское воеводство).
Резня в Скопове произошла в марте (обычно даётся дата 6 марта) 1945 года. На село совершил нападение отряд «Народной стражи» (пол. Ludowa Straż biezpieczeństwa) под руководством Романа Киселя, по прозвищу «Семп». В ходе нападения было убито несколько десятков крестьян (цифры сильно разнятся — от 67 до 150 и больше), в том числе священник-русофил Иоанн Демьянчик. Его сын Юрий Демьянчик описал это преступление в работе «Кровавое злодеяние польской банды». Оставшиеся украинские жители Скопова были выселены в СССР.
После войны в Скопове был поставлен памятный знак в память резни.

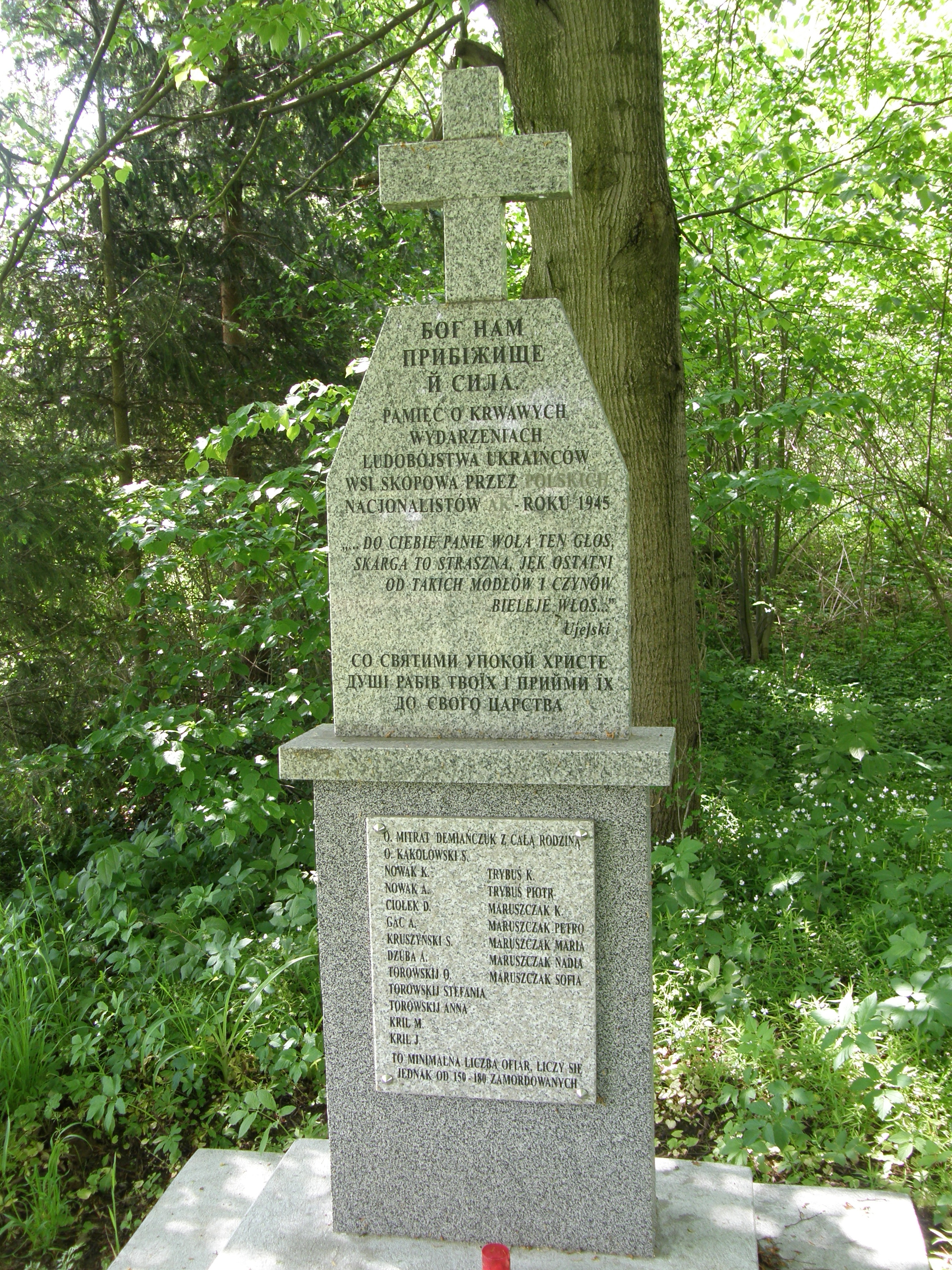
Могила жертв резни в Скопове